# Zootomía
La zootomía es la disciplina zoológica que se aboca a la anatomía animal, particularmente a la disección de animales. 
La Anatomía comparada estudia diversas especies. La Anatomía Veterinaria (parte de la Anatomía Animal) es una Anatomía comparada de los animales domésticos.Ella comprende evidentemente las aplicaciones profesionales, que necesitan una exposición precisa de las diferencias específicas y de importantes consideraciones de la topografía. La fuente bibliográfica más completa referente a la Anatomía Veterinaria se encuentra en los libros publicados por el Profesor Robert Barone, en el caso del perro en la obra Anatomy of the Dog de Evans. El Profesor Barone ha publicado (aparte de cientos de artículos científicos de elevado nivel) los siguientes libros:
Anatomie comparée des mammifères domestiques: 
- Tome 1: Ostéologie Anatomie comparée des mammifères domestiques.
- Tome 2: Arthrologie et myologie 4ème édition Anatomie comparée des mammifères domestiques.
- Tome 3: Splanchnologie I Anatomie comparée des mammifères domestiques.
- Tome 4: Splanchnologie II 3ème édition Anatomie comparée des mammifères domestiques.
- Tome 5: Angiologie Anatomie comparée des mammifères domestiques
- Tome 6 : neurologie 1 système nerveux central

Para el 9 de septiembre de 2006 aún no se publica el Tomo 7 referido a Sistema nervioso periférico, órganos de los sentidos, etc.
La World Association of Veterinary Anatomists WAVA en su página web brinda información actualizada sobre la Anatomía Veterinaria http://www.wava-amav.org/ y formas de contacto a los socios. En https://web.archive.org/web/20071026053211/http://www.uni-leipzig.de/%7Evetana/analinks.htm se obtiene acceso a todas las Cátedras de Anatomía Veterinarias de todo el mundo.